# Mednafen
Mednafen (メドナフェン)は、フリーかつオープンソースで開発されているゲームエミュレータである。
対応プラットフォームはMicrosoft Windows, Linux, AmigaOS, OpenBSD, PlayStation 3, RISC OS, Wii。
名称の由来は、My Emulator Doesn't Need A Frickin' Excellent Nameの略称である。旧称はNintencer。

## 概要
さまざまな、オリジナルおよびサードパーティのエミュレーションコアを、1つのパッケージにバンドルし、コマンドライン入力によって実行できる（CUI）OpenGL および SDL マルチシステムフリーソフトラッパー である。GPL-2.0ライセンスのもとで配布されている。Mednafenの特定のエミュレータ機能は RetroArchのLibretro Coreとして移植されている。

## 特徴
VulkanやOpenGLによるハードウェアレンダリング、より高い内部解像度、アンチエイリアス機能、テクスチャフィルタリング、テクスチャ置き換え、後処理シェーダー、GTEサブピクセル精度、そしてパースペクティブコレクトテクスチャマッピングなどの追加機能をサポートしている。
デフォルトでGUIが無い事もあって、初心者向きではないものの、エミュレータによってはまだMednafenのコアしか選択肢がない場合もある。搭載されているコアの多くは他のエミュレータからの移植だが、オリジナルのものも含まれ、PlayStation、セガサターン、バーチャルボーイ、PCエンジンのコアは特に、高品質、互換性、高い精度で知られる。
また、Mednafenには、ホットキー機能と仮想システム入力を、キーボード、ジョイスティック、またはその両方に同時に再割り当てする機能がある。どこでもセーブを行うことができ、ゲームの巻き戻しの機能も搭載する。
スクリーンショットは、ボタンを押すだけでPNGファイル形式で撮影できるほか、いくつかの異なるロスレスコーデックがサポートされた、QuickTimeファイル形式で動画を記録することも可能である。

### ネットプレイ
ネットプレイは以下のコアで利用できる。
- PCエンジンシリーズ
- PC-FX
- ファミリーコンピュータ
- メガドライブ
- マスターシステム
- スーパーファミコン
- PlayStation
- セガサターン(試験的)

## 対応するエミュレータ
マルチエミュレータであるため、複数のプラットフォームのゲームを実行できる。0.9.19-WIPからPlayStationソフトに対応した。
| ゲーム機                         | エミュレータ                                             |
| -------------------------------- | -------------------------------------------------------- |
| Apple II/Apple II Plus           | オリジナルのもの。                                       |
| Atari Lynx                       | Handy                                                    |
| ゲームボーイ / カラー            | VisualBoyAdvance                                         |
| ゲームボーイアドバンス           | VisualBoyAdvance                                         |
| ゲームギア                       | SMS Plus by Charles MacDonald                            |
| マスターシステム                 | SMS Plus by Charles MacDonald                            |
| ネオジオポケット / カラー        | NeoPop                                                   |
| ファミリーコンピュータ           | FCE Ultra                                                |
| PCエンジンスーパーグラフィックス | 不明                                                     |
| PC-FX                            | オリジナルのもの。Reality BoyベースのNEC V810 CPU コア。 |
| PlayStation                      | オリジナルのもの。                                       |
| メガドライブ                     | Genesis Plus by Charles MacDonald                        |
| セガサターン                     | オリジナルのもの。                                       |
| スーパーファミコン               | bsnes                                                    |
| PCエンジン                       | オリジナルのもの。CD-ROM2 インタフェースはPC2eベース。   |
| バーチャルボーイ                 | オリジナルのもの。Reality BoyベースのNEC V810 CPU コア。 |
| ワンダースワン                   | Cygne                                                    |

## フロントエンド

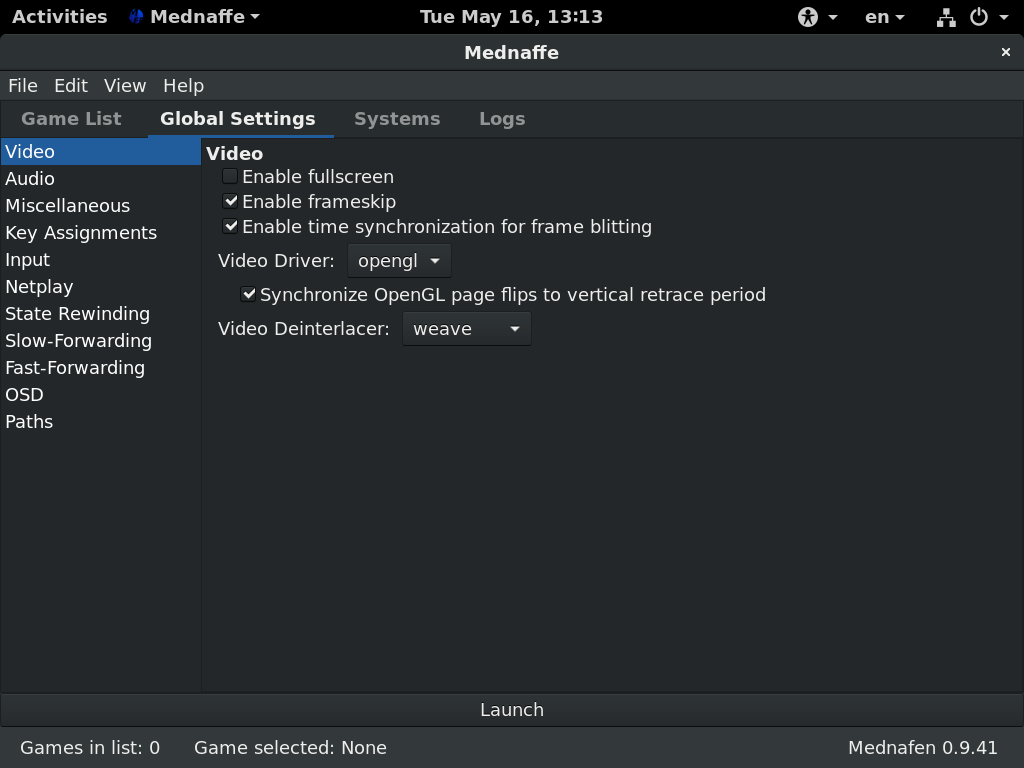
Debianで動作するMednaffe v0.8.4

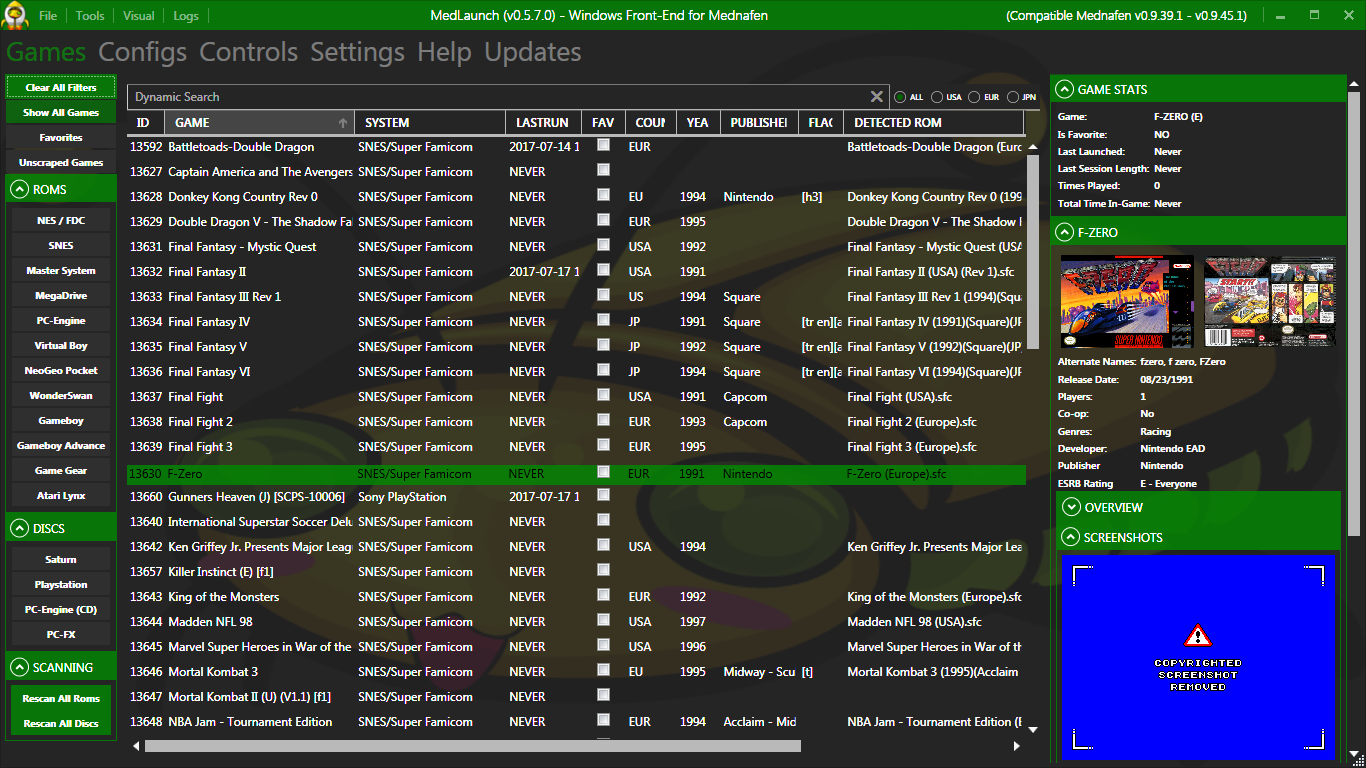
Windows 7で動作するMedLaunch v0.5.7.0

GUIを備えた、複数の開発中のMedanfen用フロントエンドが存在する。元はコマンドラインアプリのため、これらのようなフロントエンドを使用したほうが使い勝手はよい。 以下に挙げたもの以外にも、複数のフロントエンドが開発されている。
| GUI           | OS             | 詳細説明 | リポジトリ |
| ------------- | -------------- | --- | ---------- |
| Mednaffe      | Linux, Windows | C言語で書かれており、GTKを使用している。Mednafenのすべての設定が可能でありながら、簡単なゲーム管理機能を搭載する。 |            |
| MedLaunch     | Windows        | .NET 4.5.2を使用して、C# WPFによって記述されている。これにより、すべてのMednafenの設定やコントローラ設定などを行うことができ、DATファイル参照とオンラインスクレイピング機能を有した動的ゲームライブラリを備えている。 |            |
| MedGui Reborn | Windows        | .NET Framework 2.0を使用し、VB .NET で書かれている。すべてのMednafenの設定に対応し、多くのゲームユーティリティを備え、ネットプレイセッションを簡単に実行できるようになっている。                                      |            |
| MedSat        | Windows        | セガサターンソフトの動作のみに対応する。 |            |